# Gap-Sundin
Gap-Sundin, egentligen Johan Erik Sundin, född 9 december 1845 i Kolbäcks socken, Västmanlands län, död 23 augusti 1915 i Eskilstuna, var en smed verksam i Eskilstuna och även ett stadens mer kända original.
Gap-Sundin flyttade till Eskilstuna för att lära sig till smed, ett yrke han sedan hade fram till sin död 1915. Han levde ett ganska stökigt liv, hamnade ofta i bråk och satt i fyllecell. Han fick sitt namn då han var en väldigt högljudd person.
Den så kallade trollkedjan, trollkättingen eller Gap-Sundins kedja är tillverkad av honom. Det är en kedja som består av två sammanflätade kedjor. Om man låter den hänga lodrätt och använder rätt handgrepp så uppkommer illusionen att den översta länken faller längs kedjan hela vägen till dess nedersta ände. Gap-Sundin slog ofta vad med folk om att få länkringarna att flytta sig. Vinsten var helst en sup, sägs det. Kedjan finns att se i Rademachersmedjorna i Eskilstuna.